# Acaena patagonica
Acaena patagonica es una especie de planta del género Acaena, perteneciente a la familia Rosaceae.

## Taxonomía
Acaena patagonica fue descrita por A. E. Martic. en 1999.

## Distribución
Se encuentra en el territorio sur de Argentina y sur de Chile.